# Esteve Palet i Ribas
Esteve Palet i Ribas (Bordils, Gironès, 4 de gener de 1950) és un instrumentista de tible i tenora (a la cobla) i saxòfon alt, clarinet i violí (a l'orquestra), i compositor de sardanes.

## Biografia
Criat en ambient musical -el seu pare Lluís Palet  va ser músic i fundador de diversos conjunts- Esteve Palet feu estudis de solfeig, teoria, harmonia, violí i saxòfon, i actuà a les cobles Catalunya, de Bordils (1966-1969); Caravana (1971-1972); Montgrins (1976-1979) i Costa Brava (1973-1976 i 1979-1984). Durant l'estada als Montgrins i a la Costa Brava les dirigí en la música de ball. A principis de 1984 deixà la Costa Brava amb la intenció de dedicar-se a l'ensenyament i a la composició.
El 2014 va publicar
el disc monogràfic 11+1 Les ombres d'ahir són la llum del present, amb onze sardanes d'Esteve Palet i Ribas i una del seu fill, el compositor banyolí  Esteve Palet i Mir. Actualment (2014) és professor de saxòfon i solfeig de l'Escola Municipal de Música de Banyoles, on resideix.

## Obres
- Silencis opacs, obra lliure per a cobla i narrador
- Sardanes (selecció): Caminant pels estels, Cisteller i músic, el meu pare (2013), 10 anys a Porqueres (2009), En el camí del cel, En Pere Pallaringa (2008), Recordant un passat (1980), Sant Esteve a Manel (2008), Vorejant l'estany (1987), El western i el "tio" Joan[6]

### Discos
- Cobla La Principal de la Bisbal. 11+1 Les ombres d'ahir són la llum del present. Sardanes d'Esteve Palet Ribas.  Barcelona: Audiovisuals de Sarrià, 2014.